# 敘特寧敘山
61°32′3″N 8°34′21″E / 61.53417°N 8.57250°E

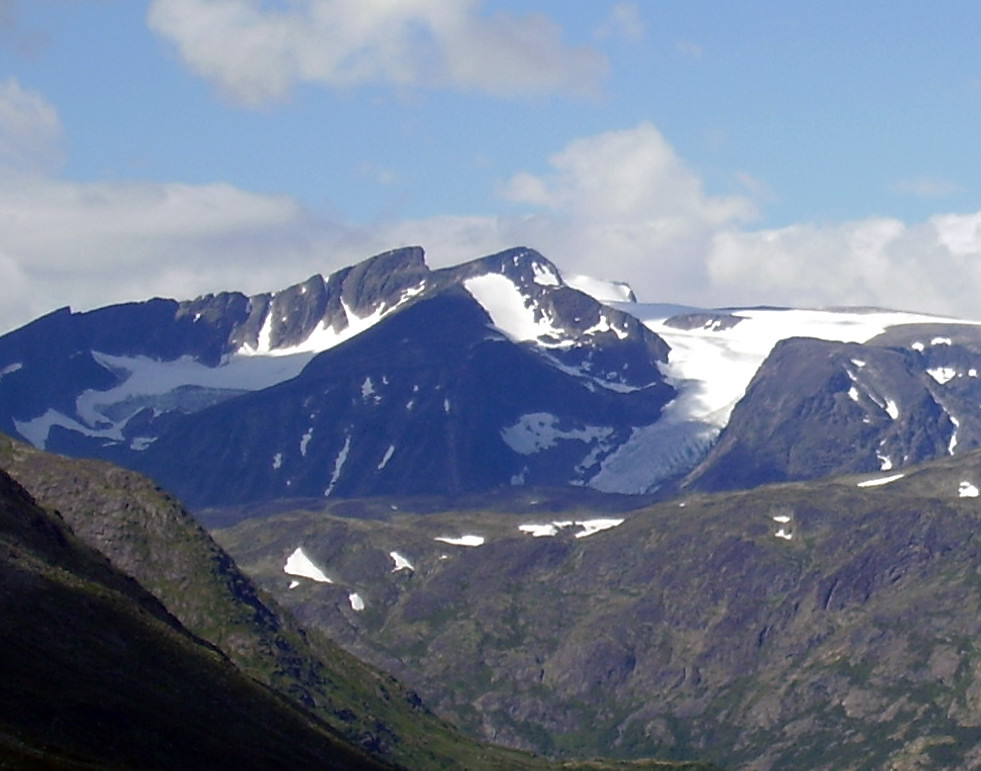

敘特寧敘山是挪威的山峰，位於該國東南部內陸郡，處於洛姆和沃戈接壤的邊界，屬於尤通黑門山脈的一部分，海拔高度2,368米。